# Les fleuves m'ont laissée descendre où je voulais
Pour plus de détails, voir Fiche technique et Distribution.
Les fleuves m'ont laissée descendre où je voulais est un moyen métrage français réalisé par Laurie Lassalle et sorti en 2014.

## Synopsis
Librement inspiré du poème de Rimbaud Le Bateau ivre dont le titre reprend son huitième vers, ce road movie onirique et fantasmagorique s'attache à la dérive de deux personnages, Arthur et Flore, partis dans la nuit vers une fête qui n’existe pas. L‘alternance de gros plans, une caméra suivant les personnages filmés de dos, en plongée et contre-plongée et de longs travellings mêlant le bleu crépusculaire à l’orange de l’aube déforment la perception du temps, faisant sortir du champ du réel pour s’installer dans la rêverie des personnages, leurs visions, leurs phantasmes.

## Fiche technique
- Titre : Les fleuves m'ont laissée descendre où je voulais
- Réalisation : Laurie Lassalle
- Scénario : Laurie Lassalle
- Photographie : Brice Pancot
- Décors : Clémence Ney
- Son : Jean-Barthélémy Velay
- Montage : Louise Jaillette
- Montage son : Charlotte Butrak
- Mixage : Damien Tronchot
- Musique : Ulysse Klotz, Stéphane Bellity
- Société de production : Haïku Films
- Lieux de tournage : Lüe, Roquefort, Labouheyre, Luxey, Saint-Girons, Tartas[1]
- Pays de production :  France
- Durée : 38 minutes
- Date de sortie : France - mai 2014 (présentation au Festival de Cannes)

## Distribution
- Solène Rigot
- Théo Cholbi
- Miglen Mirtchev

## Distinctions

### Récompenses
- Bourse d'écriture Beaumarchais 2011
- Prix de la meilleure photographie au Festival international du film de Mumbai 2014

### Sélections
- Festival de Cannes 2014 (sélection de la Semaine de la critique)[2]
- Festival international du film d'Amiens 2014
- Festival du cinéma de Brive 2015[3],[4]